# ترتنیک
ترتنیک (اسلوونیایی: Trtnik) یک منطقهٔ مسکونی در اسلوونی است که در Slovenian Littoral واقع شده‌است.

## خصوصیات
ترتنیک ۱٫۵۱ کیلومترمربع مساحت و ۳۳ نفر جمعیت دارد و ۶۵۵٫۸ متر بالاتر از سطح دریا واقع شده‌است.